# Deitània
La Deitània era el territori ocupat per la tribu ibera dels deitans, situada per l'actual Regió de Múrcia i les províncies espanyoles d'Almeria, Albacete, Granada i Jaén. L'historiador romà Plini va anomenar-la com la costa oriental de la Hispània Citerior, ubicada entre la Bastetània i la Contestània. Aquesta darrera, tenia la seua frontera meridional en el riu Segura.
Els deitans es van assentar entorn del segle VII abans de la nostra era. Dos-cents anys després, viuen la seua època d'esplendor, abans d'entrar en decadència i ser absorbits pels contestans. Al segle iii, els deitans, com moltes tribus iberes de la mediterrània, s'integren dins Roma.
Les seues ciutats més importants van ser Deitana Urbs (Totana), capital de la tribu, i Caput Deitanorum (Cabdet), la població de més altura del territori. Precisament en aquest darrer indret s'han trobat restes arqueològiques com la Dama de Cabdet.